# Sinan Çankaya

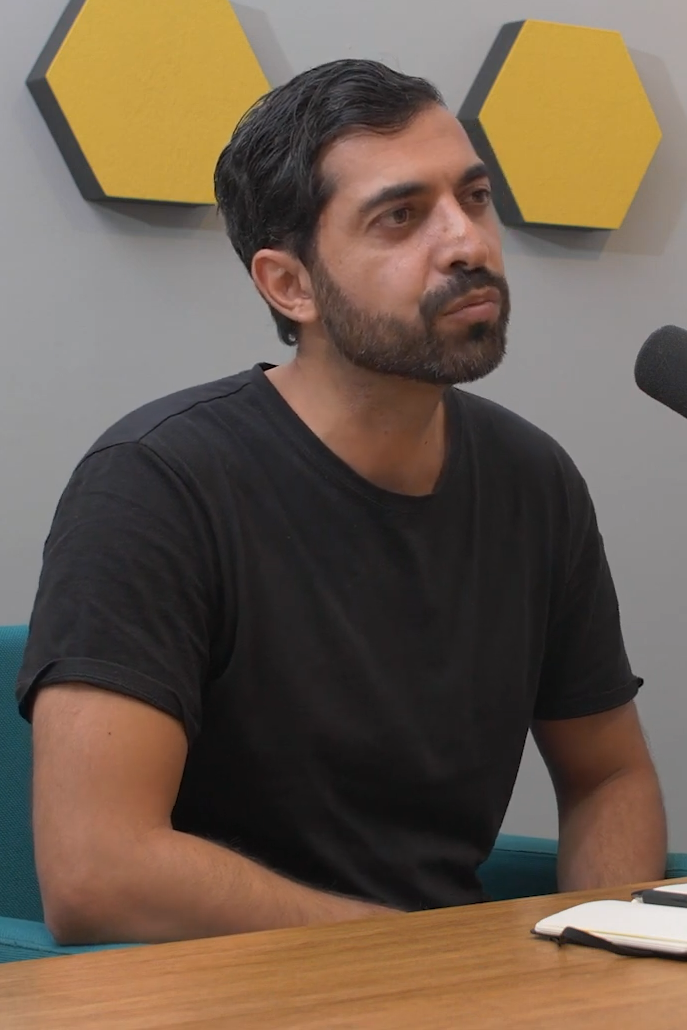
Çankaya in 2020

Sinan Çankaya (Nijmegen, 1982) is een Nederlandse cultureel antropoloog en schrijver.

## Biografie
Çankaya's ouders komen uit Centraal-Anatolië in Turkije. Ze emigreerden op jonge leeftijd naar Nederland; zijn moeder was toen 17 jaar oud. Hij groeide met zijn tweelingbroer en twee zussen op in de wijk Hatert in Nijmegen. Zijn vader werkte in een dekbeddenfabriek en richtte later zelf een kleine fabriek op voor dekbedden, matrassen en kussens.
Zijn docent geschiedenis op de middelbare school was Nico Konst, die in 1984 voorzitter was geweest van de extreemrechtse, nationalistische Centrumpartij en enige tijd adviseur was van het Nederlands Blok. Çankaya wilde na het vwo naar de filmacademie, maar koos toch voor een universitaire opleiding.
Na zijn studie culturele antropologie aan de Universiteit Utrecht, met minors (bijvakken) aan de universiteit van Bradford en de Universiteit van Parijs promoveerde Çankaya in 2011 aan de Vrije Universiteit (Amsterdam) bij Ruben Gowricharn op het proefschrift Buiten veiliger dan binnen - in- en uitsluiting van etnische minderheden binnen de politieorganisatie, een onderzoek naar culturele diversiteit en discriminatie binnen de Nederlandse politie. Als universitair docent aan de Vrije Universiteit (Amsterdam) houdt hij zich bezig met thema's als etniciteit, gender, witheid, de politie en etnisch profileren. Ook zijn wetenschappelijk onderzoek naar het werk van politie-agenten op straat en etnisch profileren is als boek verschenen onder de titel De controle van marsmannetjes en ander schorriemorrie - het beslissingsproces tijdens proactief politiewerk (2012). Voor dit onderzoek liep hij een tijd mee met de politie.
Zijn boek Mijn ontelbare identiteiten, een persoonlijk essay, is gepubliceerd in 2020. Bij de boeklancering op 22 juli 2020 in Pakhuis de Zwijger was Clarice Gargard de moderator van het programma, waaraan ook onder anderen Karin Amatmoekrim deelnam, en werd een exemplaar van het boek uitgereikt aan Femke Halsema, burgemeester van Amsterdam. In het boek gaat het onder andere over opgroeien als kind van migranten in Nederland, racisme en klassemigratie/sociale mobiliteit. Hij begon het boek te schrijven als een populairwetenschappelijk boek, maar het werd gaandeweg meer een "persoonlijke vertelling".
Naast zijn werk aan de universiteit schreef hij maandelijks een artikel voor De Correspondent over zijn reactie op vooroordelen, racisme en discriminatie en schrijft hij voor Joop.nl, NRC, Republiek Allochtonië en De Groene Amsterdammer.
Voor het Nationaal Comité 4 en 5 mei schreef hij het essay Tegen heldere verhalen, gepubliceerd op 11 april 2022.
In 2025 verscheen zijn essaybundel Galmende geschiedenissen, over de genocide in Gaza, eeuwenlang antisemitisme in Europa, sociale mobiliteit, over "wat het voor iemand van kleur betekent om te manoeuvreren in witte instituten" en "over de norm, bij universiteiten, krantenredacties, praatprogramma's, in het politieke bestuur, in het publieke debat. Het gaat me om de claim van neutraliteit en objectiviteit en de kramp die ontstaat als je die dominante blik, die natuurlijk allesbehalve objectief is, bevraagt, uitdaagt."
Çankaya geeft lezingen, houdt interviews en leidt gesprekken, zoals zijn lezing over de tv-serie The Wire in de lezingenreeks Studium generale  aan de Universiteit Utrecht op 11 november 2018, zijn interview van Tash Aw en Sulaiman Addonia tijdens 'Exploring Stories' op 21 oktober 2022, georganiseerd door International Literature Festival Utrecht (ILFU), zijn deelname aan de ILFU 'Book Talk' op 25 september 2021, waar hij Édouard Louis interviewde. die net als hij schrijft over klassemigratie, en zijn deelname aan het programma Wie is de vreemdeling, jij of ik? in De Balie op 22 juni 2020 waar ook Abdelkader Benali aan deelnam.
Çankaya woont in de Kolenkitbuurt in Amsterdam Nieuw-West, een wijk die, evenals het Nijmeegse Hatert waar hij in zijn jeugd woonde, in 2007 aangemerkt werd als Vogelaarwijk. Hij is agnost.

## Prijzen en nominaties
- 2021 - Jan Hanlo Essayprijs Groot voor Mijn ontelbare identiteiten[2][27]
- 2021 - De Sociologische Bril, een prijs voor het beste sociologische publieksboek, ingesteld om de publiekssociologie te stimuleren in het Nederlands taalgebied (Nederland en Vlaanderen) voor Mijn ontelbare identiteiten (uitreiking op 19 november 2021)[28]
- 2022 - E. du Perronprijs 2020/2021 voor Mijn ontelbare identiteiten (uitreiking op 19 mei 2022)[9][29]

### Bestseller 60
| Boeken met noteringen in de Nederlandse Bestseller 60 | Jaar van verschijnen | Datum van binnenkomst | Hoogste positie | Aantal weken | Opmerkingen |
| ----------------------------------------------------- | -------------------- | --------------------- | --------------- | ------------ | ----------- |
| Mijn ontelbare identiteiten                           | 2020                 | 10-06-2020            | 44              | 3            |             |
| Galmende geschiedenissen                              | 2025                 | 30-04-2025            | 23              | 5            |             |